# Karl von Poellnitz
Karl von Poellnitz (* 1896-1945) va ser un botànic, explorador i agrònom alemany.
Va ser el fill d'un noble menor, Arndt von Von Poellnitz, del qual va heretar el títol de baró. Va treballar majorment a Sud-àfrica en els anys previs a la segona guerra mundial. Va realitzar extenses recol·leccions i identificacions i classificacions de nombroses espècies. Els seus lectotips es protegeixen com fotografies, al Museu i Jardí botànic de Berlin-Dahlem. Van ser portades allà via el Professor Werdermann el 1948; i aquestes fotos no van ser reconegudes per cap taxònom, excepte M.B. Bayer el 1971. I el 1997 ja van ser massivament reconegudes per Breuer & Metzing.
Va morir a conseqüència d'un bombardeig que va caure sobre casa seva.

## Honors
En el seu honor es va nomenar el gènere:
- (Asphodelaceae) Poellnitzia Uitewaal -- in Succulenta, xxii. 61. 1940.[3]

## Abreviatura botànica
L'abreviatura Poelln. s'empra per a indicar Karl von Poellnitz com autoritat en la descripció i classificació científica dels vegetals.